# Edington (Wiltshire)
Edington – wieś w Anglii, w hrabstwie Wiltshire. Leży 32 km na północny zachód od miasta Salisbury i 140 km na zachód od Londynu. W 2001 miejscowość liczyła 769 mieszkańców.